# 34478 Jonasboukamp
34478 Jonasboukamp este o planetă minoră (asteroid), cu un diametru de 3,229 km, din centura de asteroizi. A fost descoperită pe 24 septembrie 2000 la Experimental Test Site⁠(d) de Lincoln Near-Earth Asteroid Research. 
Obiectul prezintă o orbită caracterizată de o semiaxă mare de 2,9090404 UAi, o excentricitate de 0,02, o înclinație de 3,41133 ° în raport cu ecliptica.